# IPhone Dev Team

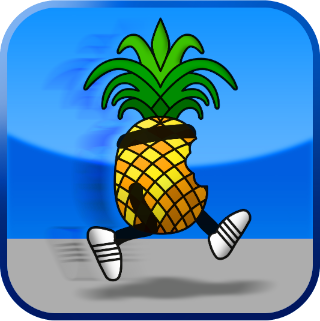
Logo dell'iPhone Dev Team

L'iPhone Dev Team è un gruppo di sviluppatori per la comunità iOS (precedentemente noto come iPhone OS) che ha prodotto alcuni strumenti per rendere possibile su iPhone e iPod touch il funzionamento di applicazioni non autorizzate da Apple Inc e sbloccare l'uso di iPhone con qualsiasi gestore di reti GSM. Tali applicazioni permettono agli utenti di superare le limitazioni imposte sul dispositivo dal produttore, abilitando tra l'altro la personalizzazione del dispositivo e l'uso su qualsiasi rete. Il gruppo e i loro tool sono diventati il punto di riferimento per questo tipo di attività, chiamate in gergo jailbreak e SIM unlock rispettivamente, fino al punto che l'Electronic Frontier Foundation li ha considerati come esempio principale nella petizione per creare una DMCA anti-circumvention exemption proprio per il jailbreak e il dirigente di Apple, Greg Joswiak (Vice Presidente dell'iPhone Product Marketing) li ha citati nel suo commento alla stessa petizione.
I tool del Dev Team sono stati utilizzati su almeno un milione e seicentomila dispositivi in tutto il mondo.

## Storia
Mentre GeoHot presentava una procedura semplice e diretta, i tool introdotti dal Dev Team richiamavano la grafica di iTunes ed erano più complessi.